# 慶妃
慶妃（けいひ、道光20年（1840年）10月1日 - 光緒11年（1885年）5月3日）は、清の咸豊帝の妃嬪。姓は張氏。漢軍旗内務府園戸の娘であり、御苑園戸の孫娘。

## 生涯
道光20年（1840年）10月1日に生まれる。

### 出自
張氏の家族は基本的に御苑や御園で働く者であり、官職に就いた者はいなかった。
張氏には、園戸の身分を剥奪された兄と、閑職に甘んじる2人の弟がいた。

### 入宮後の昇進
咸豊帝の治世初期、内務府の選秀（後宮選抜）を経て入宮し、長春宮の宮女となる。
咸豊9年（1859年）9月9日、敬事房が詔を伝え、「長春宮の女子1名を慶貴人に封じる」と発表。序列は禧貴人の次とされた。
咸豊10年（1860年）10月、咸豊帝の崩御後、即位した同治帝により慶嬪に尊封される。
同治8年（1869年）5月12日、容嬪伊爾根覚羅氏が薨去し、遺体が吉安所に移される。慶嬪と禧嬪は、宮廷を出て吉安所で彼女の葬送に立ち会った。
同治13年（1874年）11月、同治帝の崩御後、即位した光緒帝により慶妃に尊封される。

### 晩年と死後
光緒11年（1885年）5月3日、逝去。享年46歳。
光緒14年（1888年）9月24日、定陵妃園寝に埋葬される。
慶妃の葬儀は「貴妃」の待遇で葬儀が行われた璷妃に対して、「嬪」相当の葬儀となった。
これは咸豊年間に懿貴妃（後の西太后）と共に儲秀宮に住んでいた両者の間で、西太后との関係性の違いが葬儀の待遇差を生んだからだとされている。

## 伝記資料
- 『清史稿』
- 『清実録』